# اندیس سیلیجرد (قزن قیفطان)
سیلیجرد(قزن قیفطان) یک اندیس فلزی است که در حوالی شهر ساوه استان مرکزی قرار دارد و مادهٔ معدنی موجود در آن، آهن است.سنگ میزبان این اندیس توف و تراکی آندزیت است  